# Георгиос Колокотронис
Георгиос Колокотронис (на гръцки: Γεώργιος Κολοκοτρώνης) е гръцки офицер и революционер, деец на гръцката въоръжена пропаганда в Македония.

## Биография
Роден е в 1866 година в семейството на известния гръцки офицер Панос Колокотронис, в известния гръцки род Колокотронис. Внук е на героя от Гръцката война за независимост от 1821 година Теодорос Колокотронис. Влиза във Военната академия и става военен. Взима участие в Гръцко-турската война от 1897 година.
След това се включва в гръцката въоръжена пропаганда в Македония. През февруари 1904 година гръцкото правителство изпраща разузнавателна група от четирима гръцки офицери. Това са Александрос Кондулис, Георгиос Колокотронис, Анастасиос Папулас и Павлос Мелас, а с тях е и Коте Христов и трима негови сподвижници. При навлизането им в Македония при Чурилово ги посрещат Павел Киров и Лаки Пирза, които после ги отвеждат във вътрешността. Между 16 и 25 март офицерите посещават селата Габреш, Черновища, Руля, Ощима, Желево и Оровник, където посещават училищата и църквите, и раздават дребни рушвети.
След завръщането си в Гърция в доклада си Кондулис и Мелас заявяват, че в Македония има условия за гръцка въоръжена пропаганда, докато Папулас и Колокотронис смятат, че условията за гръцко четническо движение са неблагоприятни, поради невъзможността да се изместят българите от заетите позиции. В крайна сметка правителството и щабът на армията възприемат тезата на Кондулис и Мелас и гръцката въоръжена акция в Македония започва. През 1910 година е произведен в чин майор.
Георгиос Колокотронис участва в Балканската война, а също така и в Междусъюзническата, когато е убит от български части в боевете при Огняр махала през юли 1913 година.
Женен е и има един син – Панос Колокотронис, лейтенант от гръцката армия.